# Андерссон, Андерс (гребец)
Свен А́ндерс А́ндерссон (швед. Sven Anders Andersson; 18 декабря 1952, Нючёпинг) — шведский гребец-байдарочник, выступал за сборную Швеции во второй половине 1970-х годов. Участник двух летних Олимпийских игр, победитель и призёр регат национального и международного значения.

## Биография
Андерс Андерссон родился 18 декабря 1952 года в городе Нючёпинге лена Сёдерманланд. Активно заниматься греблей начал с раннего детства, проходил подготовку в Нючёпингском каноэ-клубе (Nyköpings kanotklubb).
Первого серьёзного успеха на взрослом международном уровне добился в 1976 году, когда попал в основной состав шведской национальной сборной и благодаря череде удачных выступлений удостоился права защищать честь страны на летних Олимпийских играх в Монреале. Стартовал здесь в двойках вместе с напарником-однофамильцем Ларсом Андерссоном: на дистанции 500 метров показал в финале седьмой результат, тогда как на дистанции 1000 метров сумел дойти только до стадии полуфиналов, где финишировал четвёртым.
После монреальской Олимпиады Андерссон остался в основном составе гребной команды Швеции и продолжил принимать участие в крупнейших международных регатах. Так, в 1980 году он прошёл отбор на Олимпийские игры в Москве — на сей раз выступал в одиночном разряде: на пятистах метрах занял в финале шестое место, немного не дотянув до призовых позиций, в то время как на тысяче метрах расположился в итоговом протоколе лишь на девятой строке. Вскоре по окончании этих соревнований принял решение завершить карьеру профессионального спортсмена, уступив место в сборной молодым шведским гребцам.